# Lepidonotus nesophilus
Lepidonotus nesophilus är en ringmaskart som beskrevs av Chamberlin 1919. Lepidonotus nesophilus ingår i släktet Lepidonotus och familjen Polynoidae. Inga underarter finns listade i Catalogue of Life.